# Brennan Johnson
Brennan Price Johnson (* 23. května 2001 Nottingham) je velšský profesionální fotbalista, který hraje na pozici útočníka či křídelníka za anglický klub Tottenham Hotspur FC a za velšský národní tým.

## Klubová kariéra

### Nottingham Forest
Johnson se připojil k akademii Nottinghamu Forest v roce 2009 z Dunkirku FC, a to ve věku 8 let.. Johnson debutoval v dresu Nottinghamu 3. srpna 2019, když v prvním kole EFL Championship 2019/20 odehrál poslední dvě minuty utkání proti West Bromwichi Albion. Na svůj další pobyt na hřišti si musel Johnson počkat až do 9. listopadu, když jej v poslední minutě ligového zápasu proti Derby County poslal na trávník trenér Sabri Lamouchi.
Dne 20. června 2020 se Johnson poprvé objevil v základní sestavě Nottinghamu, když se objevil po boku Ryana Yatese ve středu záložní řady v zápase proti Sheffieldu Wednesday. O týden později odehrál také celý první poločas zápasu proti Huddersfield Townu.

#### Lincoln City (hostování)
Dne 25. září 2020 odešel Johnson na roční hostování do třetiligového Lincolnu City. Svůj debut v klubu si odbyl o dva dny později, když nastoupil na posledních dvacet minut ligového střetnutí s Charltonem Athletic. O týden později se již objevil v základní sestavě Imps proti Blackpoolu. Dvěma asistencemi pomohl k výhře 3:2.
Svůj první gól v kariéře vstřelil Johnson 20. října při výhře 2:0 nad Plymouthem Argyle. Johnsonovi, kterému se ihned po svém příchodu do klubu podařilo zabydlet v základní sestavě, se vydařil závěr kalendářního roku 2020. Nejprve 19. prosince dvěma brankami a asistencí zařídil výhru 4:0 na půdě Northamptonu a o sedm dní později zaznamenal identický počin i při domácí výhře 5:1 nad Burtonem Albion. 13. dubna 2021 rozvlnil Johnson třikrát síť MK Dons při výhře 4:0 v rozmezí 11 minut a připsal si na své konto svůj první kariérní hattrick.
Lincoln City zakončil sezónu na konečné 5. příčce v League One a zajistil si tak místo v postupovém play-off. V semifinále se střetl se Sunderlandem. Johnson se v 77. minutě prvního zápasu střelecky prosadil, když dal na konečných 2:0. Lincoln i přes prohru 2:1 v odvetném zápase postoupil do finále. V něm se Lincoln utkal s Blackpoolem. Zásluhou Johnsona již v první minutě šel Lincoln do vedení, když si jeho centr srazil do vlastní sítě jeden z obránců soupeře. Blackpool však dokázal stav zápasu otočit a po výhře 2:1 postoupil do EFL Championship.
Johnson zakončil sezónu s bilancí 12 vstřelených branek v 45 soutěžních zápasech.

#### Návrat do Nottinghamu
Johnson se po návratu z hostování stal stabilním členem základní sestavy Nottinghamu. Svoji první branku v dresu Forestu vstřelil 28. srpna 2021 při remíze 1:1 s Derby County. V září 2021 byl Johnson zvolen nejlepším mladým hráčem druhé nejvyšší soutěže, a to zejména za svůj výkon v zápase proti Barnsley, ve kterém gólem a asistencí rozhodl o výhře 3:1. Johnson potvrdil svou skvělou formu na přelomu ledna a února 2022, kdy vstřelil 4 branky a na 1 další přihrál v rozmezí 5 ligových utkání. Byl také u dvou překvapivých vítězství nad prvoligovými soupeři v FA Cupu (1:0 nad Arsenalem a 4:1 nad Leicesterem). V dubnu 2022 byl přímo u 8 vstřelených branek svého týmu (4 góly a 4 asistence) a za své výkony byl zvolen nejlepším hráčem EFL Championship za měsíc.
Nottingham skončil v lize na konečné 4. místo, zajišťující účast v postupovém play-off. V semifinále se Johnson prosadil v obou zápasech proti Sheffieldu United (výhra 2:1 a prohra 1:2; Nottingham postoupil po penaltovém rozstřelu, ve kterém Johnson proměnil svůj pokus). Ve finále odehrál celé utkání proti Huddersfieldu, které skončilo výhrou Nottinghamu 1:0. V ročníku 2021/22 odehrál Johnson 53 utkání, ve kterých vstřelil 19 branek a na dalších 9 přihrál. Za své výkony byl zvolen nejlepším mladým hráčem EFL Championship.
Svého debutu v Premier League se Johnson dočkal v prvním kole ročníku 2022/23, kdy odehrál celé utkání proti Newcastlu. Svůj první gól v nejvyšší soutěži vstřelil 20. srpna při remíze 1:1 s Evertonem.

## Reprezentační kariéra
Johnson měl možnost reprezentovat Anglii, Jamajku a Wales. V mládežnických kategoriích nastupoval nejprve v dresu anglického národního týmu, ale v roce 2018 se rozhodl reprezentovat Wales.
Poprvé do seniorské reprezentace byl povolán v září 2020. Svého reprezentačního debutu se Johnson dočkal při bezbrankové remíze s USA 12. listopadu 2020. Johnson vstřelil svůj první reprezentační gól 11. června 2022 v zápase Ligy národů proti Belgii. O tři dny později se střelecky prosadil i do sítě Nizozemska.

## Statistiky

### Klubové
K 21. srpnu 2022
| Klub                | Sezóna  | Liga           | Liga   | Liga | FA Cup | FA Cup | EFL Cup | EFL Cup | Celkem | Celkem |
| Klub                | Sezóna  | Liga           | Zápasy | Góly | Zápasy | Góly   | Zápasy  | Góly    | Zápasy | Góly   |
| ------------------- | ------- | -------------- | ------ | ---- | ------ | ------ | ------- | ------- | ------ | ------ |
| Nottingham Forest   | 2019/20 | Championship   | 4      | 0    | 1      | 0      | 3       | 0       | 8      | 0      |
| Nottingham Forest   | 2020/21 | Championship   | 0      | 0    | 0      | 0      | 0       | 0       | 0      | 0      |
| Nottingham Forest   | 2021/22 | Championship   | 49     | 18   | 4      | 1      | 0       | 0       | 53     | 19     |
| Nottingham Forest   | 2022/23 | Premier League | 3      | 1    | 0      | 0      | 0       | 0       | 3      | 1      |
| Nottingham Forest   | Celkem  | Celkem         | 56     | 19   | 5      | 1      | 3       | 0       | 64     | 20     |
| Lincoln City (loan) | 2020/21 | League One     | 43     | 11   | 2      | 1      | 0       | 0       | 45     | 12     |
| Celkem              | Celkem  | Celkem         | 99     | 30   | 7      | 2      | 3       | 0       | 109    | 32     |

### Reprezentační
K 14. červnu 2022
| Wales  | Wales  | Wales |
| Rok    | Zápasy | Góly  |
| ------ | ------ | ----- |
| 2020   | 1      | 0     |
| 2021   | 6      | 0     |
| 2022   | 6      | 2     |
| Celkem | 13     | 2     |

#### Reprezentační góly
Skóre a výsledky Walesu jsou vždy zapisovány jako první.
| Gól | Datum           | Místo                                | Soupeř     | Skóre | Výsledek | Soutěž                   |
| --- | --------------- | ------------------------------------ | ---------- | ----- | -------- | ------------------------ |
| 1.  | 11. června 2022 | Cardiff City Stadium, Cardiff, Wales | Belgie     | 1:1   | 1:1      | Liga národů UEFA 2022/23 |
| 2.  | 14. června 2022 | De Kuip, Rotterdam, Nizozemsko       | Nizozemsko | 1:2   | 2:3      | Liga národů UEFA 2022/23 |

## Ocenění

### Individuální
- Mladý hráč měsíce EFL Championship: září 2021[24]
- Mladý hráč sezóny EFL Championship: 2021/22[35]
- Hráč měsíce EFL Championship: duben 2022[31]